# Franjo II., kralj Francuske
Franjo II. (franc: François II) (19. siječnja 1544. – 5. prosinca 1560.), francuski kralj od 1559. – 1560. godine
Iznenadna smrt Henrika II. 1559. godine tijekom viteškog dvoboja na prijestolje Francuske postavlja njegovog petnaestogodišnjeg sina slaboga zdravlja Franju II.
Kratkotrajna vladavina ovog kralja rezultira jačanjem prokatoličke frakcije i jačanjem mjera protiv Hugenota .
Nakon smrti Franje II. naslijedio ga je brat Karlo IX., kralj Francuske.

## Poveznice
- Popis francuskih vladara